# 匈塞铁路
布达佩斯—贝尔格莱德铁路（又稱匈塞铁路），是一條连接匈牙利布达佩斯东站和塞尔维亚貝爾格勒中央車站的高速鐵路，全長352公里。匈牙利段及塞爾維亞段已分別於2020年及2017年動工建設，其中塞爾維亞境內貝爾格萊德至諾維薩德段已於2022年開通運營。

## 歷史
原本贝尔格莱德和布达佩斯之间有一條老舊铁路，一戰前運營的东方快车就已途徑匈塞铁路。21世紀10年代，兩國決定對該鐵路进行现代化改造（高鐵）。通車後原本八小时的車程可以缩短至三个半小时，高鐵列車最高时速设计为200 km/h（120 mph） 。根据计划，该段鐵路應在2024年底完成改造。 

### 匈牙利部分的改造
匈牙利部分（ 152 km（94 mi） ) 项目改造計劃于2015年正式宣布。匈牙利境內的改造项目由中匈铁路非盈利封闭性股份有限公司（Kínai-Magyar Vasúti Nonprofit Zrt）实施，这是一家由匈牙利国家铁路与中国铁路投资有限公司（CRIC）和中铁国际集团（CRIG）组成的匈中合资企业 。根据估计，该路段的工程可能在2021年開工。这项投资被許多人批评，因為有人認為它是一門虧本生意，据估计，鐵路開通後要耗時2400年才能回本。
匈牙利段152公里，於2021年10月開工建設，預計2025年竣工。

### 塞尔维亚部分的现代化
塞尔维亚境內的鐵路線長200 km（120 mi），其中贝尔格莱德-舊帕佐瓦34.5 km（21.4 mi）長的路段由中國交通建設公司（CCCC）和中国铁路国际有限公司（CRI）一起建設，中国进出口银行提供貸款。舊帕佐瓦-诺维萨德段由俄罗斯铁路負責建設。2022年3月19日，贝尔格莱德至诺维萨德段改造項目建設完畢，正式开通运营。
诺维萨德-苏博蒂察（匈牙利邊境）段的107.4公里路段改建工作由中国交通建设公司承建，工期为33个月，在此期间该段将暫時关闭。诺维萨德-苏博蒂察段於2022年4月7日開工建設，預計於2024年底完工。